# Aracy de Almeida
Aracy Teles de Almeida (Río de Janeiro, 19 de agosto de 1914 — Río de Janeiro. 20 de junio de 1988) fue una cantora brasileña.
Tuvo una gran interacción con el compositor Noel Rosa (1911-1937). También fue jurado del programa Show de Calouros de Silvio Santos. Entre otros, era conocida como "Dama da Central" (del Brasil), pues solamente viajaba en tren, "A Dama do Encantado" (en referencia al barrio en que vivió en Rio), o "O Samba Em Pessoa".
Cantaba samba, mas apreciaba la música clásica y se interesaba en la lectura del psicoanálisis, además de tener en su casa cuadros de pintores brasileños como Aldemir Martins, y Di Cavalcanti, con quien mantuvo amistad. Los que vivían con ella en privado o profesional, la veían como una mujer leída y comprendida. Tratada por amigos por el apodo "Araca", Noel Rosa dijo, en entrevista para "A Pátria", el 4 de enero de 1936: "Aracy de Almeida es, en mi opinión, la persona que interpreta exactamente lo que yo produzco".

## Biografía
Aracy nació el 19 de agosto de 1914. Se crio en un suburbio carioca, el Barrio de Encantado, en una gran familia protestante; su padre, Baltazar Teles de Almeida, era jefe de trenes del Central do Brasil y su madre, doña Hermogênea, ama de casa. Tenía solo hermanos varones.
Estudió en un colegio del Barrio del Engenho de Dentro, donde fue colega del radialista Alziro Zarur, pasando después al Colegio Nacional, en Méier. Aracy acostumbraba cantar himnos religiosos de la Iglesia Bautista y, escondida de sus padres, cantaba temas de entidades en terreiros de candomblé y en el bloque carnavalesco "Somos de pouco falar". Y Aracy decía: "Mas isso não rendia dinheirim".
Más tarde, conoció a Custódio Mesquita, por intermedio de un amigo. Cantó para él el tema Bom-dia, Meu Amor (de Joubert de Carvalho y Olegário Mariano), consiguiendo entrar a Rádio Educadora (después fue Tamoio) en 1933. Allí mismo, conoció a Noel Rosa.
En 1934, grabó para el Carnaval, su primer disco, para la Columbia, con el tema Em plena folia (de Julieta de Oliveira). En 1935 firmó su primer contrato con la Radio Cruzeiro do Sul, y grabó Seu Riso de Criança, composición de Noel Rosa, de quien se tornaría la principal intérprete. Con la Victor, lanzó en 1935, como solista, Triste cuíca (de Noel Rosa y Hervé Cordovil) Cansei de pedir, Amor de parceria (ambas de Noel Rosa) y Tenho uma rival (de Valfrido Silva). Trabajó en la Rádio Philips con Sílvio Caldas, en el Programa Casé.
En 1936, se fue a la Rádio Tupi y grabó exitosamente, dos temas de Noel Rosa: Palpite infeliz y O X do problema. En 1937, actuó en Rádio Nacional destacándose con los sambas Tenha pena de mim (de Ciro de Sousa e Babau), Eu sei sofrer (de Noel Rosa e Vadico) y Último desejo, de Noel Rosa, que falleció en ese año. En 1938, Século do Progresso (de Noel Rosa) y Feitiço da Vila (de Noel Rosa y Vadico), y, en 1939, lanzó en disco Chorei quando o Dia Clareou (de Davi Nasser y Nelson Teixeira) y Camisa amarela (de Ari Barroso). Para el Carnaval de 1940, grabó la marcha O Passarinho do relógio (de Haroldo Lobo y Milton de Oliveira) y, en 1941, O Passo do canguru (de los mismos autores).
En 1942, sacó el samba Fez Bobagem (de Assis Valente), Caramuru (de B. Toledo, Santos Rodrigues y Alfeu Pinto), Tem galinha no bonde y A Mulher do leiteiro (ambas de Milton de Oliveira y Haroldo Lobo). Y para el Carnaval de 1948, Não me Diga Adeus (de Paquito, Luis Soberano y João Cerreia da Silva) y, en 1949, João ninguém (de Noel Rosa) y Filosofía (de Noel Rosa y André Filho).
Para la Continental presentó dos álbumes de 78 rpm, uno en septiembre de 1950, Conversa de botequim (con Vadico), Feitiço da Vila (con Vadico), O X do problema, Palpite infeliz, Não tem tradução y Último desejo; otro, en marzo de 1951, Pra que mentir (con Vadico), Silêncio de um minuto, Feitio de Oração (con Vadico), Três apitos, Com que roupa y O Orvalho Vem Caindo (con Kid Pepe).
En 1950, se mudó a ciudad de São Paulo, donde vivió durante 12 años. En 1955 actuó en el filme Carnaval em lá maior, de Ademar Gonzaga, y sacó, para la Continental, un LP de diez pulgadas con temas de Noel Rosa, acompañada por la orquesta de Vadico, cantando, entre otras, São Coisas Nossas, Fita Amarela y las composiciones inéditas Meu Barracão, Cor de Cinza, Voltaste y A Melhor do Planeta (con Almirante).
En 1958, sacó para Polydor el LP Samba em pessoa. En 1962, la RCA, reaprovechando viejas matrices, y editó Chave de ouro. En 1964, grabó con la dupla Tonico & Tinoco, el cateretê Tô chegando agora (de Mário Vieira) y se presentó con Sérgio Porto y Billy Blanco en la boite Zum-Zum de Río de Janeiro.
En 1965, hizo varios shows en Río de Janeiro: "Samba pede passagem", en el Teatro Opinião; "Conversa de botequim", dirigida por Miele y Ronaldo Boscoli. En 1966, lanzó Samba é Aracy de Almeida. En 1968, con el cómico Pagano Sobrinho, "É proibido colocar cartazes", un programa para estudiantes en TV Record, de São Paulo. En 1969, el show "Que maravilha!", en el Teatro Cacilda Becker de São Paulo, con Jorge Ben, Toquinho y Paulinho da Viola.

### Enfermedad y deceso
En 1988, Aracy tuvo un edema pulmonar. Fue hospitalizada en Sao Paulo, volviendo a Río de Janeiro al Hospital SEMEG, de Tijuca. Silvio Santos la ayudó financieramente.
Aracy no se casó y no quería tener hijos, a pesar de haber vivido con parejas.

## Actriz
- 1946 - Segura Esta Mulher
- 1948 - Esta É Fina
- 1955 - Carnaval em Lá Maior
- 1967 - Perpétuo contra o Esquadrão da Morte
- 1968 - Cordiais Saudações (cortometraje)

## Discografía
Enero de 1934 – Cantadas por Aracy de Almeida, Pixinguinha y su Orquesta.
Canción, tipo, compositor.
- Em Plena Folia (marcha) - Julieta de Oliveira
- Golpe Errado (marcha) - Jaci

Diciembre de 1934
- Riso de Criança (samba) - Noel Rosa
- Saudade do Meu Papai (marcha) - Walfrido Silva/Roberto Martins
- Triste Cuíca (samba) - Noel Rosa/Hervê Cordovil

## Mayores éxitos (orden cronológico)
- 1935 - Palpite Infeliz
- 1936 - O X do Problema
- 1936 - Não Quero Mais
- 1936 - Manda Embora Essa Tristeza
- 1936 - Só Pode Ser Você
- 1936 - Já Faz Um Ano
- 1936 - Palpite Infeliz
- 1937 - Qual o Quê (com Os Diabos do Céu)
- 1937 - Eu Sei Sofrer
- 1938 - Último Desejo
- 1938 - Vaca Amarela (com Lamartine Babo)
- 1938 - Veneza Americana
- 1938 - Rapaz Folgado
- 1938 - Feitiço da Vila
- 1938 - Tenha Pena de Mim
- 1939 - Camisa Amarela
- 1939 - Pedro Viola
- 1939 - Chorei Quando o Dia Clareou
- 1939 - Passarinho do Relógio (Cuco)
- 1940 - Miserê
- 1941 - Gênio Mau
- 1942 - A Mulher do Leiteiro
- 1942 - Fez Bobagem
- 1942 - Engomadinho
- 1944 - Tudo Passa
- 1944 - Ninguém Ensaiou
- 1944 - Gosto Mais do Salgueiro
- 1945 - Escandalosa
- 1946 - Saia do Caminho
- 1946 - Louco (Ela e Seu Mundo)
- 1947 - Quem Foi
- 1947 - Pela Décima Vez
- 1948 - Bairros de Pequim
- 1948 - Não Me Diga Adeus
- 1949 - João Ninguém
- 1949 - Filosofía
- 1950 - Não Tem Tradução
- 1951 - Com Que Roupa
- 1951 - O Orvalho Vem Caindo (com Kid Pepe)
- 1951 - Feitio de Oração (com Vadico)
- 1951 - Três Apitos
- 1953 - Se Eu Morresse Amanhã
- 1955 - Fita Amarela
- 1957 - Bom Dia, Tristeza